# 1995 في تركيا
فيما يلي قوائم الأحداث التي وقعت خلال عام 1995 في تركيا.

## سياسة

### انتهاء فترة المنصب
- 24 ديسمبر – لطفي دوغان عضو في البرلمان التركي.

## رياضة
- 5 أبريل – كأس تركيا 1994–95 الفائز نادي طرابزون سبور.

## ظهور
- 1 يناير – كوربان

## مواليد

### يناير
- 1 يناير – فاتح أيدين لاعب كرة قدم تركي.
- 1 يناير – ميرت كولا لاعب كرة قدم تركي.
- 27 يناير – فيدات بورا لاعب كرة قدم تركي.

### فبراير
- 28 فبراير – ديلان تشيتشك دنيز

### مارس
- 23 مارس – أوزان توفان لاعب كرة قدم تركي.

### يونيو
- 4 يونيو – أوجار مارت زيبيك لاعب كرة قدم تركي.
- 12 يونيو – فوركان سويالب لاعب كرة قدم تركي.

### يوليو
- 3 يوليو – إميركان كوشوت لاعب كرة سلة تركي.
- 27 يوليو – أوكان كوسوك لاعب كرة قدم تركي.

### أغسطس
- 2 أغسطس – ريسيب نياز لاعب كرة قدم تركي.
- 29 أغسطس – كارتال أوزميزراك لاعب كرة سلة تركي.

### سبتمبر
- 2 سبتمبر – إبراهيم ديمير لاعب كرة قدم تركي.

### أكتوبر
- 22 أكتوبر – مقتل أوزكه جان أصلان

## وفيات

### مايو
- 10 مايو – بلقيس ديلليجيل (مواليد 1929) ممثلة تركية.

### يوليو
- 6 يوليو – عزيز نيسين (مواليد 1915) كاتب تركي.